# Стронг, Эван
Эван Стронг (англ. Evan Strong, род. 13 ноября 1986 года, Мауи, Гавайи, США) — американский скейтер, велосипедист и пара-сноубордист, выступающий в сноуборд-кроссе в категории SB (стоячих спортсменов). Олимпийский чемпион, чемпион мира по пара-сноуборду 2012 года. Победитель и призёр X-Games.

## Биография
Эван Стронг родился и провёл детство на острове Мауи, Гавайского Архипелага. В детстве увлекался скейтбордингом и сёрфингом. В 2004 году, когда Эван ехал на мотоцикле, был сбит пьяным водителем. Столкновение произошло на скорости 65 км/ч. Травмы, полученные в результате аварии, привели к ампутации левой ноги ниже колена. Но Стронг, к тому времени мастерски владевший скейтбордом, твердо решил, что будет, как и раньше, продолжать вести активный образ жизни. Пройдя период восстановления и реабилитации и получив свой новый протез, он не только возобновил катание на скейтборде, но и начал пробовать кататься на сноуборде. Первые занятия сноубордингом Стронг начал в Сан Валлей (штат Айдахо).

После аварии я решил испробовать всё, а так как раньше я никогда не стоял на сноуборде, то сказал: «Я должен этому научиться. Это примерно то же, что и скейтборд. Если ты можешь кататься на доске без креплений, то без сомнения сможешь ездить на доске с креплениями.»

2 октября 2010 года Эван Стронг женился на Марии Фулчер. Бракосочетание прошло на острове Мауи, Гавайского Архипелага.

## Спортивная карьера
- Чемпион Паралимпийских игр в Сочи 2014 в сноуборд-кроссе
- Чемпион мира по пара-сноуборду 2012;
- Чемпион (2011) и бронзовый призёр (2012) X-Games по пара-сноуборду;
- Обладатель Кубка мира (WSF) по пара-сноуборду 2011—2012;
- 8-кратный победитель этапов Кубка мира (WSF) по пара-сноуборду;
- Призёр этапов Кубка мира по пара-сноуборду;
- Чемпион США по пара-сноуборду.